# Rotspon

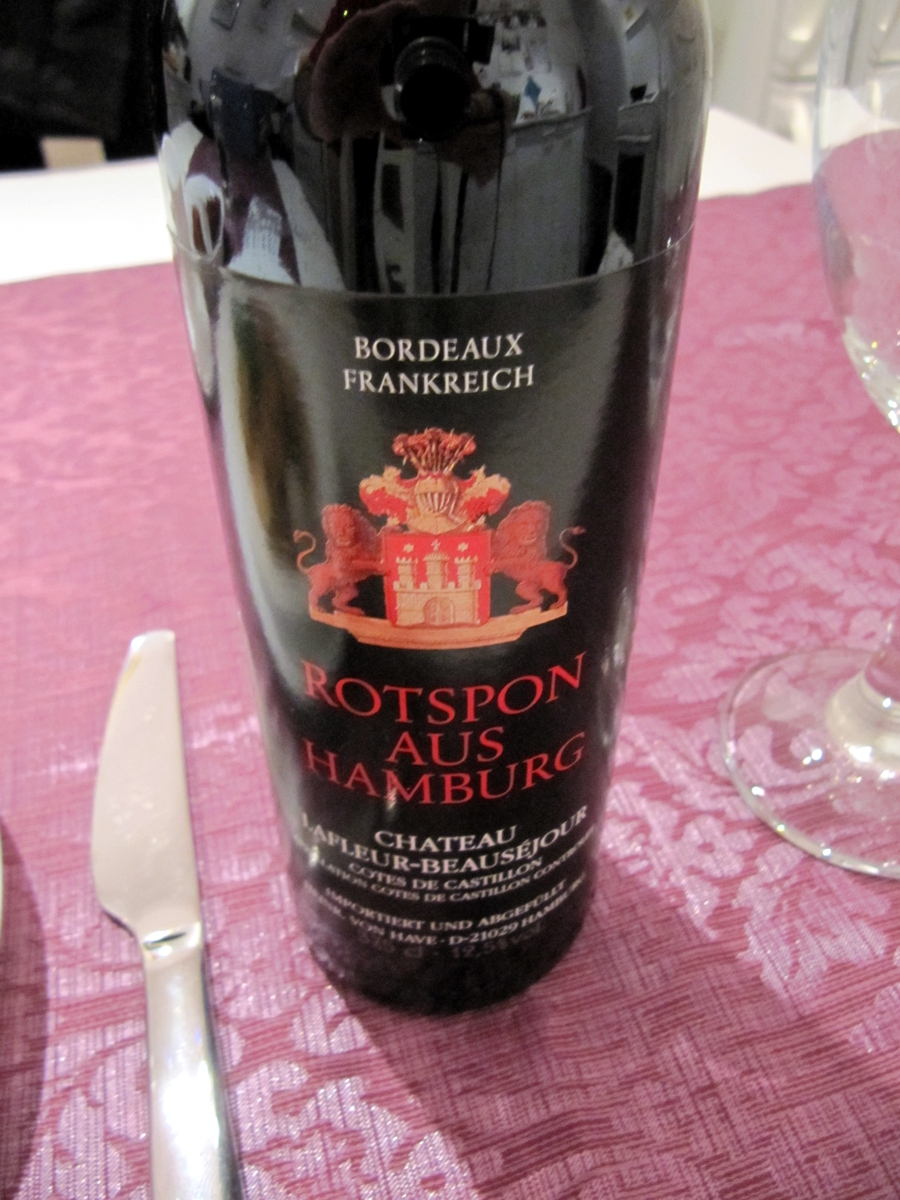
Hamburger Rotspon

Rotspon (anhörenⓘ) ist ein altes deutsches Wort für roten Fasswein. Im engeren Sinne steht Rotspon für französischen Rotwein, der im Fass transportiert wird und in einer norddeutschen Hansestadt zur Flaschenreife gelangt ist.

## Begriffsherkunft
Im Mittelniederdeutschen steht Spōn für ein „hölzernes Gefäß“. Plattdeutsch Spoon bedeutet hochdeutsch „Span“ oder „Holz“. Das Kompositum Rotspon geht vermutlich auf die Verfärbung des Holzfassinneren durch den darin gelagerten Rotwein zurück. Eine andere These besagt, dass man den Rotwein einst aus Holzkrügen trank, deren Inneres sich dann rot verfärbte.

## Traditionelles Herstellungsverfahren
Der Name Rotspon steht für im Eichenfass aus Frankreich eingeführte und anfangs bevorzugt in Lübeck bis zur Flaschenreife gelagerte und dann abgefüllte Bordeaux-Weine. Der Rotspon-Handel begann zur Hansezeit im 13. Jahrhundert, gewann jedoch erst im 16. und 17. Jahrhundert an Bedeutung.
Die eigentliche Ursache des Phänomens blieb im Unklaren und beruhte wahrscheinlich auf einer Kombination unterschiedlicher Faktoren: In früheren Zeiten waren Winzer oft arm und ihre Fässer von minderer Güte. Die hansischen Kaufleute verwendeten hingegen zur Lagerung qualitativ hochwertige Eichenfässer (Barrique). Hinzu kamen der mehrwöchige Seetransport und vermutlich auch das spezielle Mikroklima der hanseatischen Weinkeller. Eine weitere Qualitätssteigerung lag sicherlich in dem kundigen Verschnitt verschiedener Chargen unterschiedlicher Weingüter.
Entsprechend stellte der Rotspon eine deutliche qualitative Verbesserung gegenüber jenen Weinen dar, die „zu Hause“ in Frankreich geblieben waren. Jedenfalls sollen Bordelaiser Winzer bei gelegentlichen Besuchen in den Hansestädten ihre eigenen Weine nicht wiedererkannt haben.

### Ungeschützter Begriff
Nicht jeder Wein, der als Rotspon in den Handel gelangt, ist traditionsgemäß im Fass gekaufter und im Fass gen Norden transportierter Wein. Da der Begriff Rotspon nicht geschützt ist und seine Eigenschaften nicht festgelegt sind, werden unter seinem Signum auch Weine verkauft, die lediglich Sonderabfüllungen eines bestimmten Bordeauxweines darstellen.

## Hanseatischer Rotspon

### Lübeck

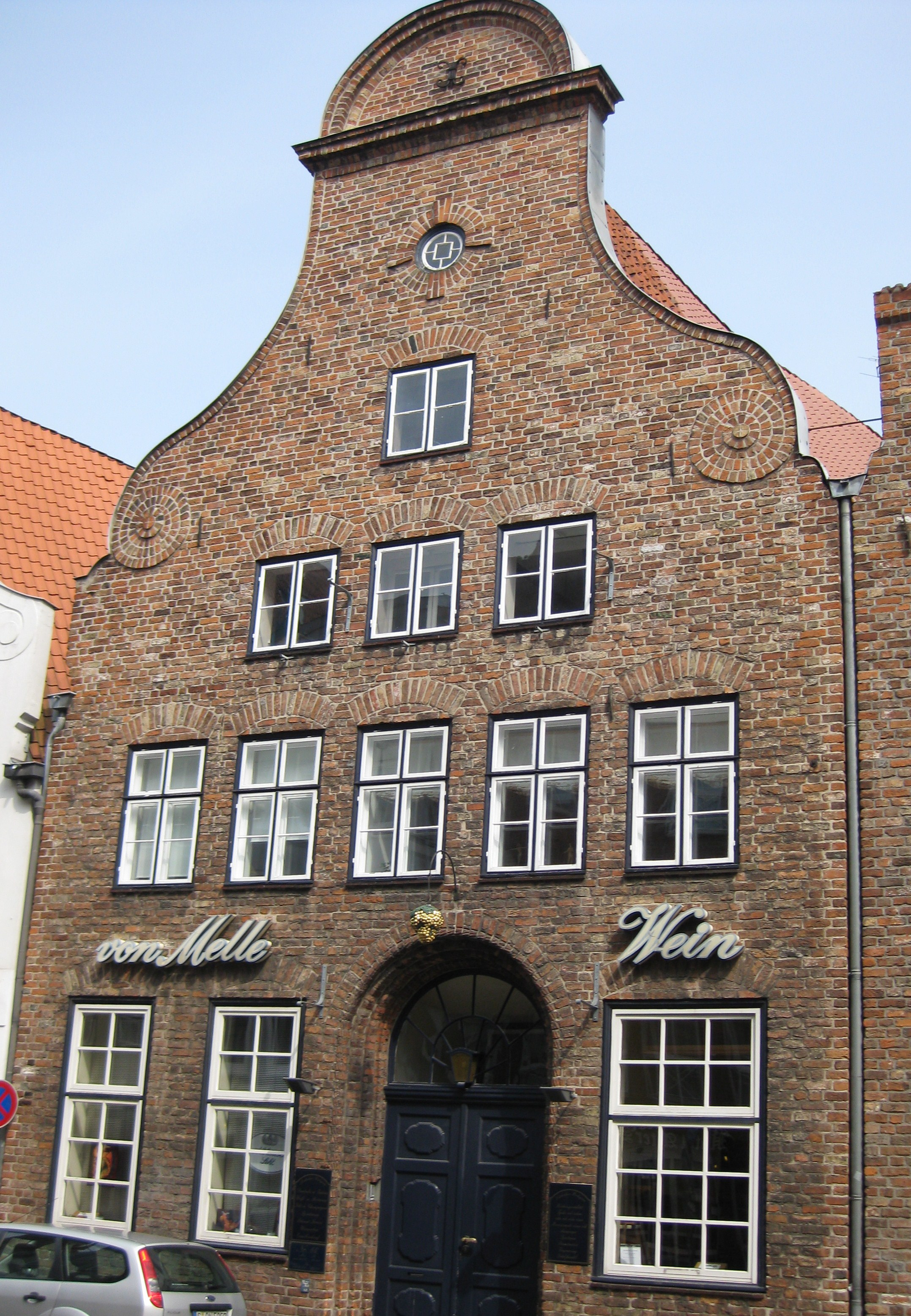
Weinhaus von Melle, Beckergrube in Lübeck

Zwischen Lübeck und den Küstenregionen der Biskaya wurde ab dem 16. Jahrhundert Salz als Konservierungsmittel für Fische verschifft („Lübecker Frankreichfahrt“). Beiladung waren Fässer mit Bordeaux-Wein. Die Idee zu dessen Verfeinerung durch Seewegtransport, Ausbau und Lagerung in Lübeck geht auf den Ratsherrn und Kaufmann Thomas Fredenhagen zurück.
Traditionelle Hersteller des Lübecker Rotspons sind vor allem die Firma Carl Tesdorpf in der historischen Mengstraße und der Weinhandel H. F. von Melle GmbH in der Beckergrube.

### Hamburg
In Hamburg sind die Weinhandelshäuser Heinr. von Have in Hamburg-Bergedorf und das Weinkontor G. H. Wehber & Co. in Hamburg-Duvenstedt Erzeuger von Rotspon mit einer gewissen Tradition. Seit 2008 lässt auch die Firma Johannes Kemnitz Weinimport in ihrer Kellerei in Hamburg-Billbrook Rotspon reifen und füllt ihn ab. „Rotspon aus Hamburg“ wird bei allen offiziellen Anlässen der Hamburgischen Bürgerschaft und des Senats im Hamburger Rathaus gereicht. Bei den Flaschen dieser Abfüllungen befindet sich eine historische Darstellung des Großen Hamburgischen Staatswappens auf dem Etikett, das nur die Bürgerschaft, der Senat und das Hamburgische Verfassungsgericht führen. Sie sind allerdings nicht mit dem „Senatswein“, dem Hamburg Stintfang Cuvée, zu verwechseln, der aus Trauben am Stintfang hergestellt wird. „Rotspon aus Hamburg“ wird gern als Gastgeschenk aus Hamburg überreicht und ist auch in der Hamburgischen Landesvertretung in Berlin verfügbar.

### Weitere Hansestädte
Der Rotspon hat auch in anderen heutigen oder früheren Hansestädten wie Bremen, Rostock und Münster Tradition.
In der Hansestadt Antwerpen gibt es eine Weinhandlung, die Rotspon in verschiedenen Sorten getrennt nach Bordelaiser Appellationen anbietet; Rotspon aus Margaux, aus Saint-Julien.

## Rotspon in der belletristischen Literatur
Bei Fjodor Dostojewski erzählt General Iwolgin in Der Idiot im Gefängnis bei einer Flasche Rotspon die Belagerung von Kars und die Geschichte vom auferstandenen Soldaten. Ein bekannter Anhänger des Rotspons war der niederdeutsche Dichter Fritz Reuter. Thomas Mann erwähnt den Rotspon in seinem Roman Buddenbrooks und Heinrich Mann in seinen Novellen Das gestohlene Dokument und Der Unbekannte sowie in seiner Komödie Das Strumpfband. Wolfgang Koeppen beschreibt in seinem Buch Jugend den Rotspon, mit Safran, Nelken und Zimt erhitzt, als altes Hausrezept. Felix Graf von Luckner erwähnt Rotspon in seiner Erzählung Seeteufel. Auch in Alfred Anderschs Sansibar oder der letzte Grund wird Rotspon im Zusammenhang mit Pfarrer Helander erwähnt. Adolf Eichmann gab an, dass im Anschluss an die Wannsee-Konferenz ein „guttemperierter Rotspon“ gereicht wurde.